# Takahiro Moriuchi
Takahiro Moriuchi (森内 貴寛, Moriuchi Takahiro, Tóquio, 17 de abril de 1988), mais conhecido por seu nome artístico Taka, é um cantor, compositor e produtor musical japonês que é vocalista da banda One Ok Rock. Ele iniciou sua carreira artística em 2001, ao tornar-se trainee da agência Johnny & Associates e mais tarde, estrou no grupo News em 2003, onde permanceneu até o fim do ano. 
Durante o ano de 2004, Moriuchi integrou como vocalista a banda Chivalry of Music e a seguir, em 2005, juntou-se a formação do One Ok Rock, do qual tornou-se seu principal letrista e compositor.

## Biografia e carreira

### 1988–2004: Primeiros anos e início de carreira com News
Takahiro Moriuchi nasceu em 17 de abril de 1988, em Tóquio, Japão. Ele é o primeiro filho dos cantores japoneses Masako Mori (nascida Masako Morita) e Shinichi Mori (nome artístico de Kazuhiro Moriuchi). Ele possui dois irmãos mais novos, Tomohiro Moriuchi, que trabalha na emissora TV Tokyo, e Hiroki Moriuchi, vocalista da banda My First Story.
Moriuchi frequentou a Keio Elementary School até março de 2001, depois continuou seus estudos na Keio Middle School em abril. Em agosto de 2001, aos treze anos de idade, assinou um contrato com a agência Johnny & Associates, dessa forma, ele entrou em seu grupo de trainees chamado Johnny's Junior, no qual fez algumas aparições cantando em programas musicais japoneses durante este período.
Em setembro de 2003, dois anos após ingressar na Johnny & Associates, Moriuchi foi um dos trainees escolhidos para integrar a formação do grupo ídolo News. Em novembro, o então noneto lançou o single promocional "News Nippon", utilizado como canção tema da Copa do Mundo de Voleibol de 2003, realizado no Japão. Em dezembro do mesmo ano, Moriuchi teve suas atividades suspensas, quando deixou a agência e o grupo, após três meses de sua estreia, sob a justificativa de manter "foco em seus estudos".
Em abril de 2004, Moriuchi frequentou a Keio High School, em seu primeiro ano do ensino médio, onde ingressou no clube de futebol. Mais tarde, ele desistiu da escola para seguir sua carreira musical. Após abandonar o ensino médio, Moriuchi saiu de casa e foi morar com sua avó. Durante o período, ele conseguiu um emprego de meio período em um restaurante em Aoyama a fim de preparar-se para morar sozinho. Além disso, retomou suas atividades musicais quando passou a integrar um banda cover chamada Chivalry of Music ainda no ano de 2004, que consistia em um tecladista, um guitarrista e ele mesmo nos vocais.

### 2005–2015: One Ok Rock e colaborações
Em abril de 2005, os pais de Moriuchi divorciaram-se e ele ficou sob custódia da mãe, enquanto seus irmãos mais novos ficaram sob custódia do pai. Moriuchi passou a utilizar o sobrenome Morita de sua mãe e eventualmente, acabou revelando seu sobrenome verdadeiro em junho de 2012 em entrevista a revista Rockin'On Japan.
Durante sua permanência no Chivalry of Music, Moriuchi despertou o interesse de Toru Yamashita, que procurava por um vocalista para sua então banda recém-formada. Ele assistiu Moriuchi cantando e passou a insisitir que ele se juntasse a sua banda, o encontrando diversas vezes em seu local de trabalho. Após repetidas rejeições, Moriuchi decidiu-se por se juntar a eles. Nomeada como One Ok Rock, sua formação contou ainda com Alexander Onizawa, Ryota Kohama, a saída de Yu Koyanagi e a entrada de Tomoya Kanki, inicialmente como músico de apoio e mais tarde tornando-se um membro oficial da banda.  

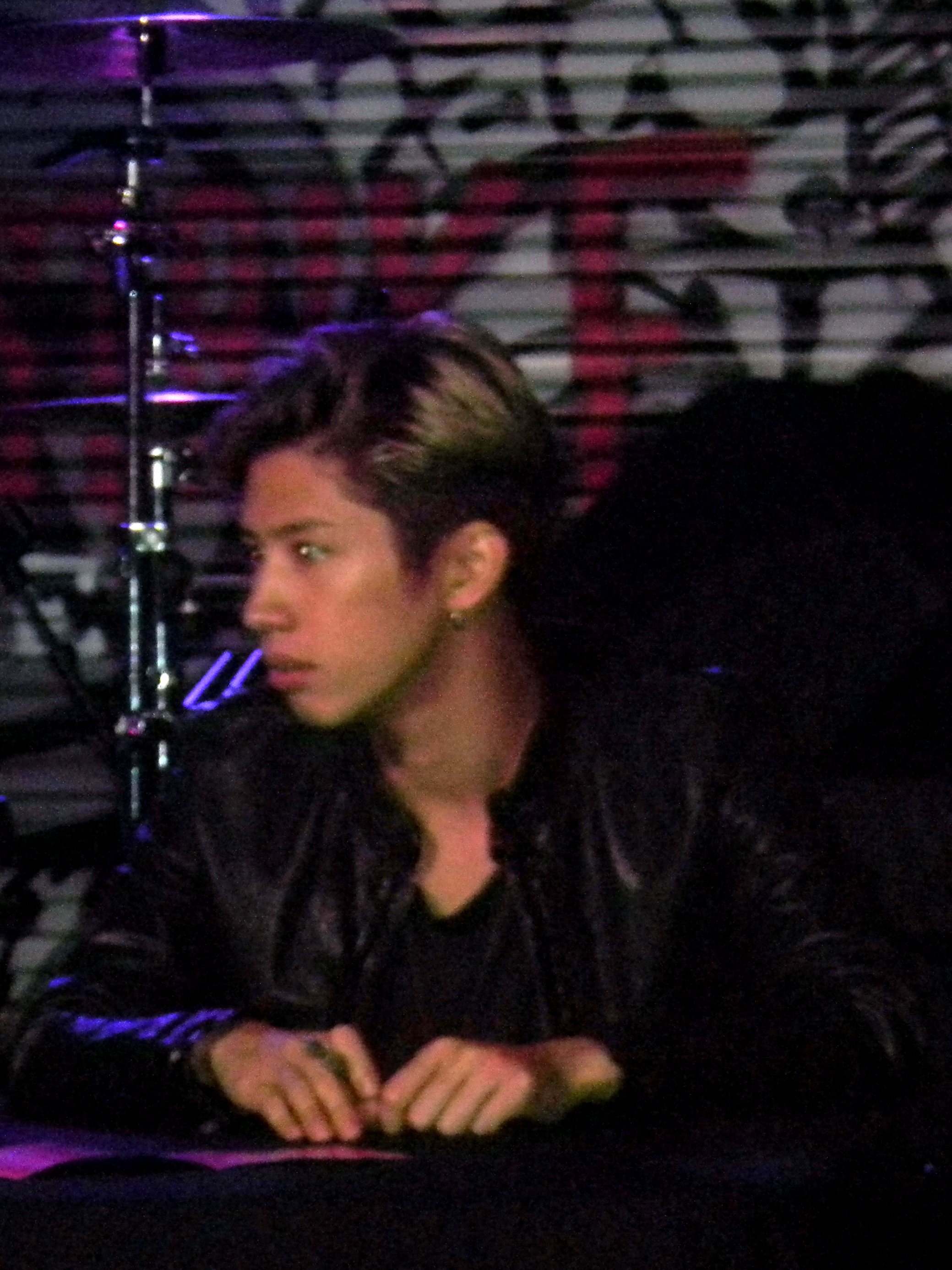
Moriuchi durante sessão de autógrafos, após concerto do One Ok Rock no Lucky Strike Live na Califórnia, Estados Unidos, em 22 de outubro de 2015.

Em março de 2013, o Simple Plan anunciou uma apresentação de sua nova canção, Summer Paradise, com One Ok Rock do Taka apenas no lançamento no Japão. Em seguida, eles tocaram juntos no Punkspring 2013.
Taka ajudou Pay money To my Pain a cantar uma de suas canções no álbum de tributo "Gene" depois de seu vocalista morrer devido a insuficiência cardíaca.